# Durenan (Sidorejo)
Durenan is een bestuurslaag in het regentschap Magetan van de provincie Oost-Java, Indonesië. Durenan telt 2127 inwoners (volkstelling 2010).